# Huliu He
Huliu He (kinesiska: 壶流河) är ett vattendrag i Kina. Det ligger i den centrala delen av landet, 150 km väster om huvudstaden Peking.